# テヴィタ・クリンドラニ
テヴィタ・クリンドラニ（Tevita Kuridrani、1991年3月31日 - ）は、トップ14ビアリッツ・オランピックに所属するラグビーユニオン選手。

## プロフィール
- フィジー・スバ出身。
- ポジションはセンター(CTB)、ウィング(WTB)。
- 身長 192cm、体重 102kg
- U20のフィジー・オーストラリア代表共に選ばれたことがある[1]。
- オーストラリア代表キャップは61（2021年4月現在）でワールドカップ2015・2019のオーストラリア代表に選ばれた[2]。
- バーバリアンズに選ばれたことがある[3]。
- 7人制オーストラリア代表に選ばれたことがある。

## 略歴
2012年、ブランビーズに加入。
2021年、フォースに加入。同年6月、ビアリッツ・オランピックに加入。  